# Roraimia adusta
Roraimia adusta là một loài chim trong họ Furnariidae.